# Trégueux
Trégueux (en bretó Tregaeg) és un municipi francès, situat a la regió de Bretanya, al departament de Costes del Nord. L'any 1999 tenia 6.581 habitants.

## Demografia
| 1962                                       | 1968 | 1975 | 1982 | 1990 | 1999 |
| ------------------------------------------ | ---- | ---- | ---- | ---- | ---- |
| 1734                                       | 2182 | 4704 | 6537 | 6970 | 6581 |
| Des de 1962: població sense dobles comptes |      |      |      |      |      |

## Bretó
A l'inici del curs escolar 2007, el 3,1% dels infants del municipi estaven inscrits a la primària bilingüe.

## Administració
| Període   | Identitat    | Partit |
| --------- | ------------ | ------ |
| 1947-1995 | Marcel Rault |        |
| 1995-     | Jean Basset  | PS     |